# Óleo de coco

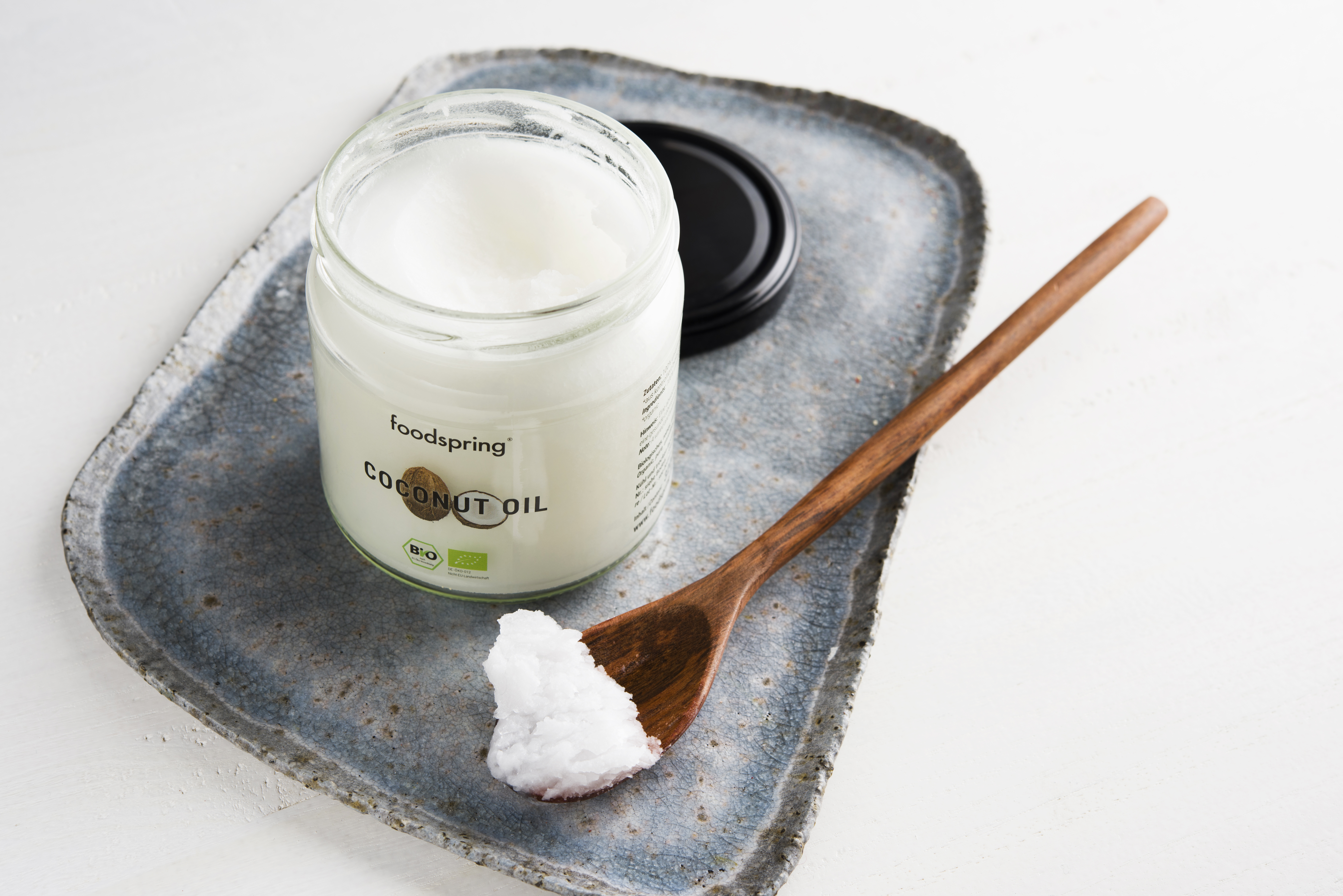
Óleo de coco solidificado

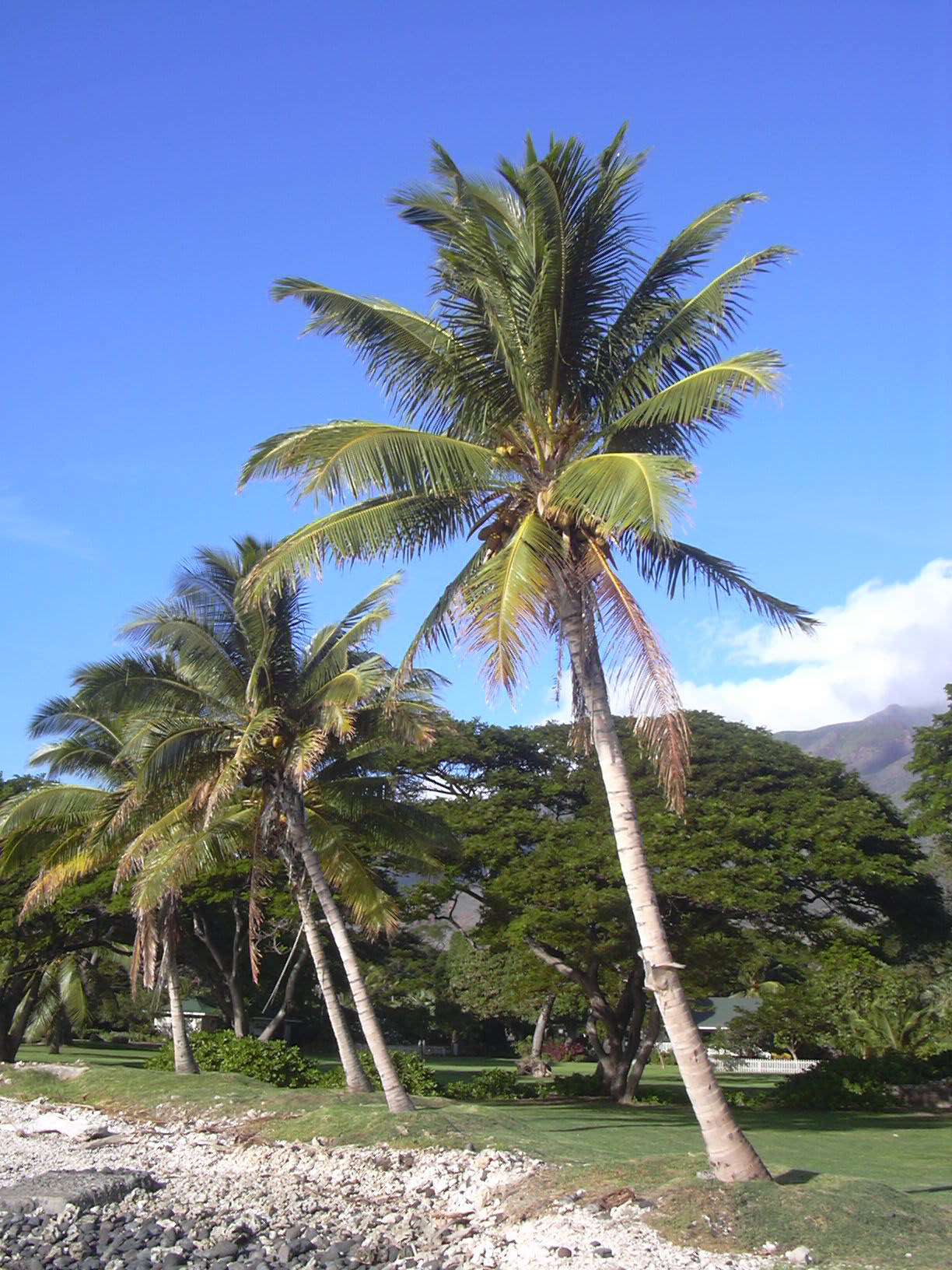
Coqueiro

O óleo de coco, azeite de coco ou manteiga de coco é um óleo vegetal que contém cerca de 90% de ácidos graxos  extraídos mediante prensagem da polpa ou cerne dos cocos (Cocos nucifera).
Ele é muito empregado na indústria dos cosméticos (para elaboração de sabões e cremes).

## Emprego

### Saúde

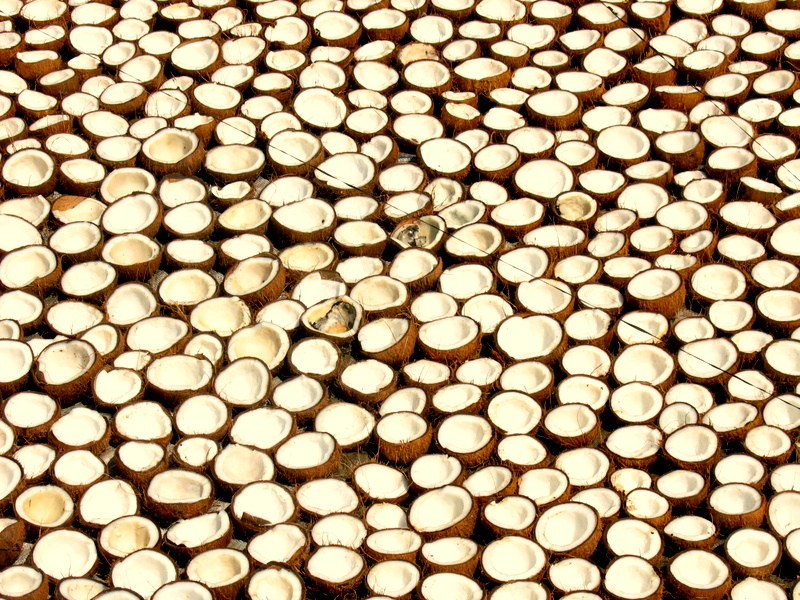
Cocos secando ao sol, em Kerala, Índia.

A Associação Americana de Cardiologia publicou um relatório sobre as gorduras dietéticas e o risco cardiovascular, onde refere o seguinte (traduzido com informação adicionada):
Um questionário recente afirma que 72% dos americanos considera o óleo de coco como um alimento saudável, comparando com 37% dos nutricionistas. Esta diferença poderá estar relacionada com o marketing que tem sido realizado de forma favorável ao óleo de coco pelos meios de comunicação social. O perfil lipídico do óleo de coco consiste em 82% de gorduras saturadas, metade das quais ácido láurico, e o restante mirístico, palmítico, esteriático e ácidos gordos de cadeia curta. Contém mais gorduras saturadas que qualquer outro óleo não hidrogenado.
O ácido laúrico aumenta o colesterol HDL. E é nesse achado que os proponentes do óleo de coco se baseiam para dizer que é benéfico em termos cardiovasculares. No entanto, o aumento do colesterol HDL, seja através da alimentação ou com recurso a fármacos já não é considerado como tendo impacto na diminuição do risco cardiovascular. Neste momento, apenas o colesterol LDL é tido em consideração relativamente ao risco cardiovascular.
Uma comparação dos efeitos do óleo de coco, manteiga e óleo de girassol, constatou que tanto a manteiga como o óleo de coco aumentam o colesterol LDL em comparação com o óleo de girassol. No entanto, a manteiga parece ser pior que o óleo de coco. Outro estudo demonstrou que o óleo de coco aumenta o colesterol LDL de forma significativa em comparação com o azeite.
Uma revisão sistemática recente que incluiu sete RCTs, comparou o óleo de coco com ingestão de óleo ricos em gorduras poliinsaturadas e monoinsaturadas. Em todos os estudos, o óleo de coco aumentou mais o colesterol LDL em comparação com os outros óleos. Em seis dos sete estudos esse aumento foi significativo. Outro estudo recente validou estes resultados.
Há, ainda, um estudo indiano que compara o consumo de óleo de coco com óleo de girassol em doentes com doença coronária estável. Ao fim de dois anos não havia diferenças em termos  antropométricos, bioquímicos e em eventos cardiovasculares. Outro estudo compara doenças vasculares (e outros marcadores) entre duas populações, uma da ilha Pukapuka e outra da ilha Tokelau. Os indígenas da ilha Tokelau têm uma dieta mais rica em coco, mas em ambas as tribos as doenças vasculares são raras, não tendo sido verificada a existência de diferenças.

### Industrial
O óleo de coco é um gerador de espuma e por esta razão se emprega na indústria de elaboração de sabão, além da indústria alimentícia para a produção de coberturas de chocolate para sorvetes, na produção de resinas para a indústria química, nos produtos de confeitaria e na elaboração de "snacks" junto ao óleo de palma (ou dendê).[carece de fontes?]
É matéria-prima para a produção de dietanolamidas de ácido graxo de coco, derivados do álcool láurico como os lauril sulfato de sódio, inibidores de corrosão, óleo sulfonados e diversos outros produtos na indústria de matérias primas para cosméticos, produtos de limpeza e aditivos de diversos fins e como biodiesel.[carece de fontes?]

## Produção Mundial
| 1.  | Filipinas        | 1.341.000 |
| 2.  | Indonésia        | 880.000   |
| 3.  | Índia            | 320.400   |
| 4.  | Vietname         | 167.101   |
| 5.  | México           | 131.000   |
| 6.  | Bangladesh       | 62.699    |
| 7.  | Sri Lanka        | 55.200    |
| 8.  | Malásia          | 39.700    |
| 9.  | Moçambique       | 30.200    |
| 10. | Tailândia        | 28.700    |
| 11. | Papua-Nova Guiné | 26.700    |
| 12. | Costa do Marfim  | 18.000    |
| 13. | Ilhas Salomão    | 14.719    |
| 14. | Nigéria          | 13.256    |
| 15. | Tanzânia         | 13.200    |
| 16. | Brasil           | 11.886    |

## Produção

### Óleo virgem
O óleo de coco pode ser extraído através de processamento "seco" ou "molhado". O processamento a seco requer que a massa seja extraída da casca e seca usando fogo, luz solar, ou forno para criar copra. A copra é processada ou dissolvida com solventes, produzindo óleo de coco e uma polpa com alto teor proteico e de fibras. A polpa geralmente é utilizada para alimentar ruminantes, visto que ela não tem qualidade suficiente para os padrões industriais. Não há nenhum processo para extrair a proteína da polpa.
O processo "molhado" usa coco cru ao invés de copra, e as proteínas presentes no coco criam uma emulsão de água e óleo. Quebra-se então a emulsão por fervura prolongada, centrifugação ou pré-tratamentos incluindo frio, calor, ácidos, sais, enzimas, eletrólise, ondas de choque, destilação a vapor, ou alguma combinação.

### Óleo refinado
O óleo refinado geralmente é feito a partir de grãos de coco secos, que são pressionados em uma prensa hidráulica aquecida para extrair o óleo. Isto produz praticamente todo o óleo presente, representando mais de 60% do peso seco do coco. Este óleo de coco "bruto" não é apropriado para o consumo porque contém contaminantes e deve ser refinado com mais aquecimento e filtragem.
Um outro método para a extração de óleo de coco envolve a ação enzimática da alfa-amilase, poligalacturonase e proteases em uma pasta de coco diluída.

### Hidrogenação
O óleo refinado pode ser processado ainda mais em óleo parcialmente hidrogenado ou óleo hidrogenado, para aumentar seu ponto de fusão. Como óleos virgem e refinado derretem a uma temperatura de 24°C, alimentos contendo óleos de coco tendem a derreter em climas quentes. Por isso, um maior ponto de fusão é desejável nesses climas. O ponto de fusão do óleo de coco hidrogenado varia entre 36 e 40 °C.[carece de fontes?]

## Composição de ácidos graxos
- Ácido capróico     C-6    =  0,0 – 0,8
- Ácido caprílico    C-8    = 5,0 – 9,0
- Ácido cáprico      C-10   = 6,0 – 10,0
- Ácido láurico      C-12   = 44,0 – 52,0
- Ácido mirístico    C-14   = 13,0 – 19,0
- Ácido palmítico    C-16   = 8,0 – 11,0
- Ácido palmitoleico C-16:1 = 0,0 – 1,0
- Ácido esteárico    C-18   = 1,0 – 3,0
- Ácido oleico       C-18:1 = 5,0 – 8,0
- Ácido linoleico    C-18:2 = Traços – 2,5
- Ácido araquídico   C-20   = 0,0 – 0,4}}